# Eugnorisma depuncta
Eugnorisma depuncta là một loài bướm đêm trong họ Noctuidae.

## Hình ảnh

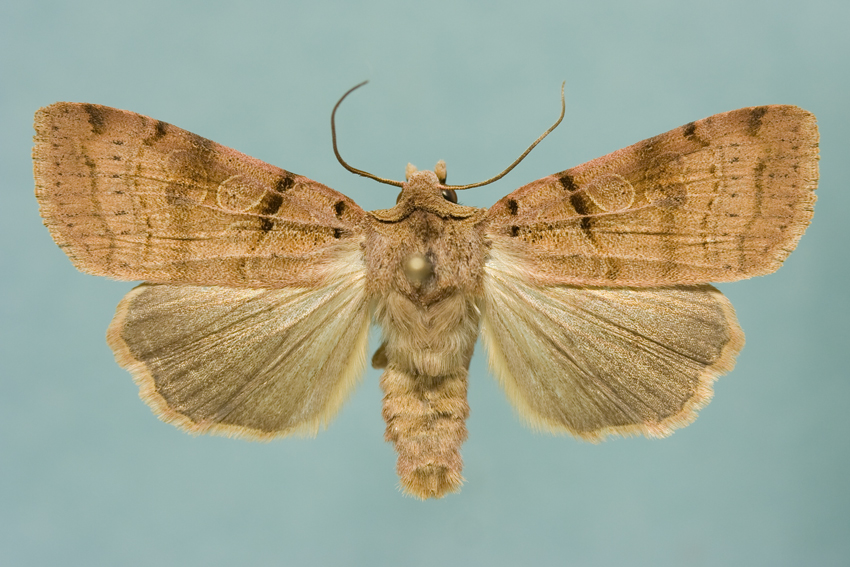
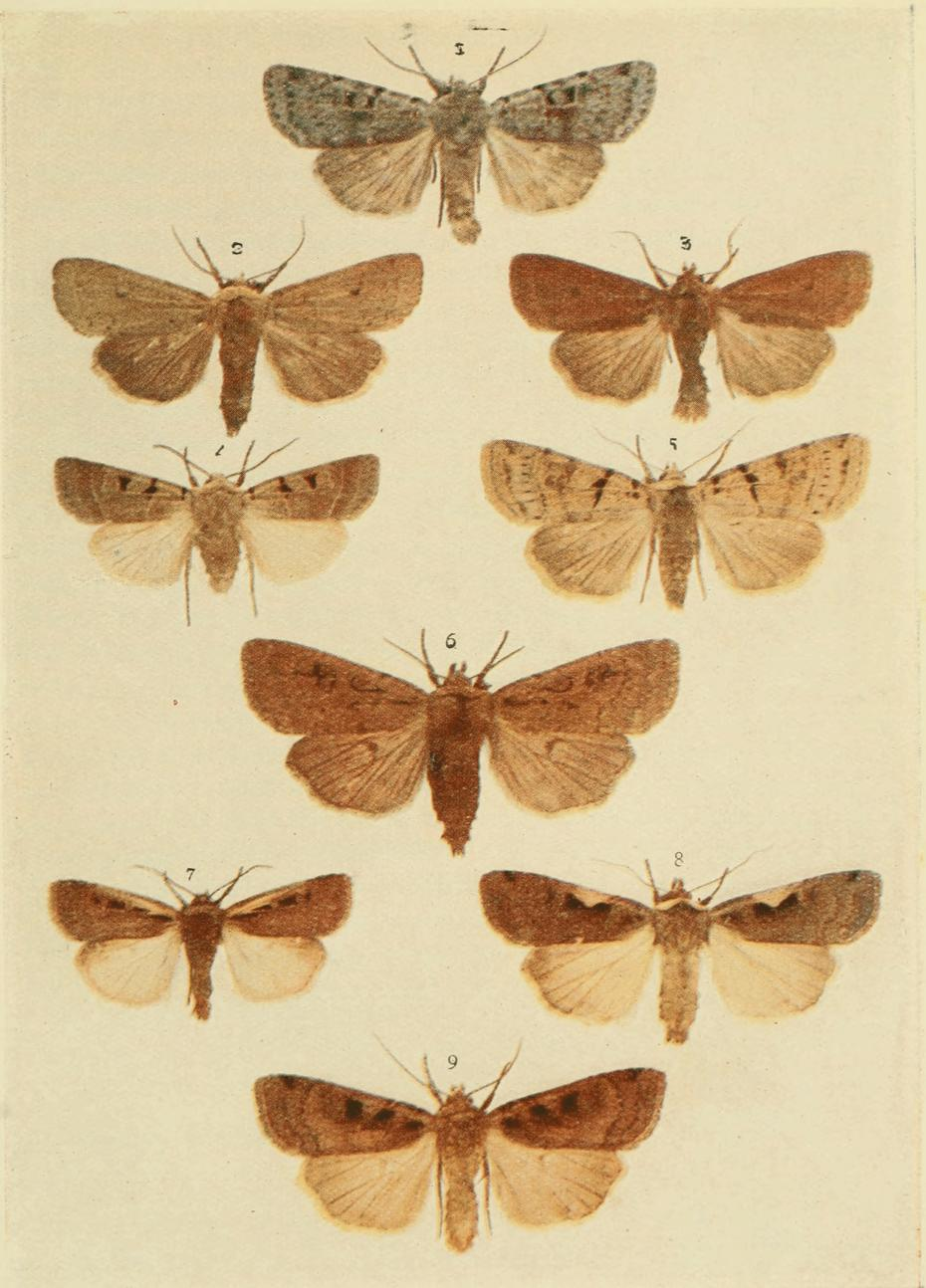